# Badminton vid paralympiska sommarspelen 2024
Badminton vid paralympiska sommarspelen 2024 arrangerades mellan den 29 augusti och 2 september 2024 i Arena Porte de la Chapelle i Paris i Frankrike. Det var den andra upplagan av badminton vid paralympiska sommarspelen.
Det tävlades i 16 grenar, vilket var två mer än föregående upplaga. För vardera kön var det sju grenar (sex i singel och en i dubbel) samt två grenar i mixeddubbel.
Kvalperioden att samla ihop rankingpoäng var mellan januari 2023 och mars 2024.

## Klassificering
Det tävlades i sex olika klasser.
- WH1: Idrottare som använder rullstol med kraftigt nedsatt ben- och bålfunktion. De spelar på halvstor bana.[4]
- WH2: Idrottare som använder rullstol med mindre funktionsnedsättningar i ben och bål. De spelar på halvstor bana.[5]
- SL3: Idrottare som tävlar stående med en funktionsnedsättning i underkroppen och balansproblem att gå eller springa. De spelar på halvstor bana.[6]
- SL4: Idrottare som tävlar stående med en mindre svår funktionsnedsättning än i SL3. Idrottaren har en funktionsnedsättning i underkroppen och ett mindre balansproblem när de går eller springer. De spelar på fullstor bana.[7]
- SU5: Idrottare i den här klassen har en funktionsnedsättning i överkroppen. Nedsättningen kan vara på den spelande eller icke-spelande handen.[8]
- SH6: Kortväxthet.[9]

## Medaljörer

### Singel
| Gren       | Klass           | Guld                     | Silver                              | Brons                         |
| Herrsingel | WH1 Detaljer... | Qu Zimo Kina             | Choi Jung-man Sydkorea              | Thomas Wandschneider Tyskland |
| Herrsingel | WH2 Detaljer... | Daiki Kajiwara Japan     | Chan Ho Yuen Hongkong               | Kim Jung-jun Sydkorea         |
| Herrsingel | SL3 Detaljer... | Kumar Nitesh Indien      | Daniel Bethell Storbritannien       | Mongkhon Bunsun Thailand      |
| Herrsingel | SL4 Detaljer... | Lucas Mazur Frankrike    | Suhas Lalinakere Yathiraj Indien    | Fredy Setiawan Indonesien     |
| Herrsingel | SU5 Detaljer... | Cheah Liek Hou Malaysia  | Suryo Nugroho Indonesien            | Dheva Anrimusthi Indonesien   |
| Herrsingel | SH6 Detaljer... | Charles Noakes Frankrike | Krysten Coombs Storbritannien       | Vitor Tavares Brasilien       |
| Damsingel  | WH1 Detaljer... | Sarina Satomi Japan      | Sujirat Pookkham Thailand           | Yin Menglu Kina               |
| Damsingel  | WH2 Detaljer... | Liu Yutong Kina          | Li Hongyan Kina                     | Ilaria Renggli Schweiz        |
| Damsingel  | SL3 Detaljer... | Xiao Zuxian Kina         | Qonitah Ikhtiar Syakuroh Indonesien | Mariam Eniola Bolaji Nigeria  |
| Damsingel  | SL4 Detaljer... | Cheng Hefang Kina        | Leani Ratri Oktila Indonesien       | Helle Sofie Sagøy Norge       |
| Damsingel  | SU5 Detaljer... | Yang Qiuxia Kina         | Thulasimathi Murugesan Indien       | Manisha Ramadass Indien       |
| Damsingel  | SH6 Detaljer... | Li Fengmei Kina          | Lin Shuangbao Kina                  | Nithya Sre Sivan Indien       |

### Dubbel
| Gren        | Klass               | Guld                                         | Silver                                       | Brons                                      |
| Herrdubbel  | WH1–WH2 Detaljer... | Kina Mai Jianpeng Qu Zimo                    | Sydkorea Jeong Jae-gun Yu Soo-young          | Japan Hiroshi Murayama Daiki Kajiwara      |
| Damdubbel   | WH1–WH2 Detaljer... | Kina Yin Menglu Liu Yutong                   | Japan Sarina Satomi Yuma Yamazaki            | Thailand Sujirat Pookkham Amnouy Wetwithan |
| Mixeddubbel | SL3–SU5 Detaljer... | Indonesien Hikmat Ramdani Leani Ratri Oktila | Indonesien Fredy Setiawan Khalimatus Sadiyah | Frankrike Lucas Mazur Faustine Noël        |
| Mixeddubbel | SH6 Detaljer...     | Kina Lin Naili Li Fengmei                    | USA Miles Krajewski Jayci Simon              | Indonesien Subhan Rina Marlina             |

## Medaljtabell
*   Värdland ( Frankrike)
| Nr                   | Nation               | Guld | Silver | Brons | Totalt |
| -------------------- | -------------------- | ---- | ------ | ----- | ------ |
| 1                    | Kina                 | 9    | 2      | 1     | 12     |
| 2                    | Japan                | 2    | 1      | 1     | 4      |
| 3                    | Frankrike*           | 2    | 0      | 1     | 3      |
| 4                    | Indonesien           | 1    | 4      | 3     | 8      |
| 5                    | Indien               | 1    | 2      | 2     | 5      |
| 6                    | Malaysia             | 1    | 0      | 0     | 1      |
| 7                    | Sydkorea             | 0    | 2      | 1     | 3      |
| 8                    | Storbritannien       | 0    | 2      | 0     | 2      |
| 9                    | Thailand             | 0    | 1      | 2     | 3      |
| 10                   | Hongkong             | 0    | 1      | 0     | 1      |
| 10                   | USA                  | 0    | 1      | 0     | 1      |
| 12                   | Nigeria              | 0    | 0      | 1     | 1      |
| 12                   | Schweiz              | 0    | 0      | 1     | 1      |
| 12                   | Tyskland             | 0    | 0      | 1     | 1      |
| 12                   | Norge                | 0    | 0      | 1     | 1      |
| 12                   | Brasilien            | 0    | 0      | 1     | 1      |
| Totalt (16 nationer) | Totalt (16 nationer) | 16   | 16     | 16    | 48     |